# Oiseuses
Oiseuses est un poème de Philippe de Remy comportant 75 vers et constitué dans la seconde moitié du XIIIe siècle.

## Éditions modernes
Philippe de Rémi, Poésies du non-sens, Vol 2 Resveries : oiseuses, resveries, traverses, Éditions Paradigme, 2010, 154 p. (ISBN 978-2-86878-266-3)
Collectif (trad. Jacques Darras), Du cloître à la place publique - Les poètes médiévaux du nord de la France (XIIe – XIVe siècle), Paris, Éditions Gallimard, 544 p. (ISBN 978-2-07-271889-2)